# Luny Tunes Presents: Erre XI
Luny Tunes Presents: Erre XI es el álbum de estudio debut del dúo Erre XI. Fue publicado el 12 de agosto de 2008 a través de los sellos Mas Flow Inc y Machete Music. El álbum fue producido ejecutivamente por Luny Tunes e incluye colaboraciones de Zion & Lennox, Alexis, La Sista, Guelo Star y Pee Wee, exmiembro de Kumbia All Starz.

## Concepto
El dúo de productores estuvo publicando anuncios durante 2006 buscando una voz melódica, esto debido a que tenían una presentación especial dedicado a la cadena MTV, con Gerry Capó “Lionize” ganando la oportunidad. Luego de ser unido a Raphy Flores, ambos debutaron como dúo en la canción «Vete», presente en el álbum recopilatorio de los productores Los Benjamins: La Continuación.
El primer sencillo oficial, «Carita bonita», significó un cambio musical para el dúo de productores, por la mezcla de otros sonidos más tropicales. Previo a la publicación del álbum fue liberado la canción «Al desnudo», coproducida por Predikador y que contiene voces adicionales por Tito el Bambino.

## Controversias
Una de las canciones en el álbum, «Lloraré», fue parte de una disputa con Pina Records y el dúo R.K.M. & Ken-Y. Esto fue debido a que en su álbum The Royalty/La realeza hay una canción similar con las mismas letras y ritmo, llamada «Te amaré» junto a Jacob Barbosa “J-CO”. Ambas letras fueron compuestas por Gabriel Cruz “Wise”, quién ayudó en la composición de éxitos previos de Luny Tunes como también de Pina Records, incluyendo el sencillo «Down».
En 2012, el dúo Luny Tunes y el cantante Daddy Yankee fueron demandados por productores y compositores por incumplimiento de contrato, violaciones a derechos de autor, entre otras. Una de las quejas eran relacionadas con el material producido en el álbum de Erre XI, los cuales mencionan, fueron alteradas y utilizadas en otras canciones sin recibir regalías, entre ellas se destacan las canciones «Dímelo», «Ella me amó», «Al desnudo», «Te hice volar» y «Carita bonita». Otro punto de la demanda fue el uso de la canción «Salgo pa' la calle» de Daddy Yankee con Randy, del cual aclaran, estaba destinado a formar parte del álbum de Erre XI.

## Lista de canciones
| N.º | Título                                 | Productor(es)                             | Duración |  |
| 1.  | «Carita bonita» (con Pee Wee)          | Luny Tunes · José Gomez · Noriega · Thilo | 4:14     |  |
| 2.  | «Al desnudo»                           | Luny Tunes · Predikador                   | 3:09     |  |
| 3.  | «La carta»                             | Luny Tunes · José Gomez                   | 3:07     |  |
| 4.  | «Invisible» (con Zion & Lennox)        | Luny Tunes · Noriega · Predikador         | 4:14     |  |
| 5.  | «MSN»                                  | Mambo Kingz                               | 3:08     |  |
| 6.  | «Febrero 14»                           | Luny Tunes · Tainy                        | 3:29     |  |
| 7.  | «Lloraré (Bachata)» (con Alexis)       | Luny                                      | 4:10     |  |
| 8.  | «Ella me amó (Bachata)»                | Luny Tunes · Noriega                      | 3:43     |  |
| 9.  | «Te hice volar» (con La Sista)         | Luny Tunes · Predikador                   | 3:51     |  |
| 10. | «Te abrazaré»                          | Scarlito                                  | 3:46     |  |
| 11. | «Castigo» (con Guelo Star)             | Luny Tunes · Noriega                      | 2:56     |  |
| 12. | «Lloraré (Balada)»                     | José Gomez                                | 4:27     |  |
| 13. | «Dímelo»                               | DJ Dicky · Nevula Phanton                 | 3:05     |  |
| 14. | «Carita bonita (Trance)» (con Pee Wee) | Luny Tunes · Thilo                        | 3:04     |  |

## Créditos y personal
Según los créditos de AllMusic.
- Francisco Saldaña, Víctor Cabrera – Composición, producción ejecutiva.
- Gonzalo López – Arreglista.
- Elvis Cabrera – Mezcla.
- Javier Garza – Mezcla.
- Gerry “Lionize” Capo – Composición, intérprete principal.
- Raphy Flores – Composición, intérprete principal.
- Pee Wee – Artista invitado.
- Raúl Rivera Roldan (Thilo) – Composición, intérprete asociado, producción.
- José Gómez – Composición, producción, arreglista de grabación.
- Norgie Noriega – Composición, producción.
- Luis F. Cortes Torres (Franco “El Gorila”) – Composición (2, 5, 6).
- Víctor Delgado (Predikador) – Producción.
- David Pinto (Pinto) – Composición (3).
- Joan Ortiz (Joan La Voz) – Composición (3)
- Félix Ortiz – Composición, intérprete invitado (4).
- Gabriel Pizarro – Composición, intérprete invitado (4).
- Mambo Kingz – Producción (5).
- Ángel Martínez (Ruf) – Composición (5).
- Marcos Masis – Composición, producción (6).
- Martha Pesante Ivelisse – Composición (6).
- Gabriel Cruz Padilla – Composición (7, 8, 12).
- Raúl Alexis Ortiz – Intérprete invitado.
- Adalgisa Ines Rooney-Saldaña – Composición (8).
- Madiel Amador Canales – Composición, intérprete invitada (9).
- Eddie “Scarlito” Perez – Composición, producción.
- Miguel de Jesús – Composición, intérprete invitado (11).
- Yamil Ramirez Gorritz – Composición (11).
- DJ Dicky – Producción (13).

## Posicionamiento en listas
| Listas (2008)                        | Mejor posición |
| ------------------------------------ | -------------- |
| Estados Unidos (Heatseekers Albums)  | 49             |
| Estados Unidos (Latin Rhythm Albums) | 5              |
| Estados Unidos (Top Latin Albums)    | 38             |